# Banshee (seriefigur)
För den mytologiska varelsen, se Banshee (mytologisk varelse).
Banshee är en superhjälte från Marvel.

## Historia
Som ung arbetade han för Interpol. Han hade då en fru, Maeve Rourke, som han fick en dotter med, Theresa Cassidy. Strax efter födseln dog hans fru i ett terrordåd av IRA, innan hon hann berätta om deras dotter. Hans dotter uppfostrades sedan av hans kusin Tom. 

## Krafter
Banshees superkraft är ett mycket kraftigt skri vilket åsamkar hans fiender skada. Han kan flyga genom att utnyttja sina egna ljudvågor. När han skriker tillräckligt kraftigt nära marken kommer ljudvågorna att studsa upp från marken och träffa hans flygdräkt och ge honom lyftkraft. Skriet kan användas som sonar, ekolod och annat. Banshee är även resistent mot kraftiga ljud själv och drabbas inte av hörselskador, hur kraftiga ljuden än är. 

## Andra förmågor
Banshee är en före detta Interpoolagent, med stora färdigheter i dektivarbete och olika kampsporter. Han är även en skicklig strateg, taktiker, organisatör och bra på att samarbeta med andra.

## Personinfo
Banshee är en superhjälte med irländskt påbrå som var medlem av superhjältegruppen X-Men under många år. Banshees riktiga namn är Sean Cassidy. Hans klassiska dräkt var grön, gul och svart. Han förekommer i filmen X-Men: First Class från 2011, där han spelas av skådespelaren Caleb Landry Jones. Banshee tycker om whisky, cigarrer och att spela piano.